# Sabujo-helênico
Sabujo-helênico[Nota] (em grego:  hellinikos ichnilatis) é tida como a primeira raça grega reconhecida fora do território nacional, fato ocorrido no ano de 1996. Considerado um sabujo farejador forte e veloz, é visto ainda como perfeito para trabalhos em terrenos rochosos. Ainda raros fora da Grécia e da Macedônia do Norte, são cães descritos como afáveis, independentes e de boa vontade no trabalho. Podendo atingir os 20 kg e de pelagem dura, é um animal cuja dificuldade do adestramento é dita moderada para donos inexperientes.